# Günther Helmuth Ruddies
Günther Helmuth Ruddies (geb. 1. Februar 1928 in Insterburg) ist ein deutscher Psychologe und Schriftsteller.
Ruddies studierte Pädagogik und Psychologie und promovierte zum Dr. phil. Er war ab 1972 als Dozent in der Lehrerfortbildung und Erwachsenenbildung tätig. Neben mehreren bildungstheoretischen Werken und Ratgebern veröffentlichte er zahlreiche meist humoristische Erzählungen, von denen viele die Bewohner seiner Heimat Ostpreußen zum Gegenstand haben. Seine Bücher wurden mit mehreren Literaturpreisen ausgezeichnet, u. a. erhielt er 1994 den Erzählerpreis der Stiftung Ostdeutscher Kulturrat. Zwei seiner fachlichen Werke erschienen auch auf Estnisch bzw. Spanisch.
Ruddies lebt in Stuttgart und ist Mitglied der Künstlergilde Esslingen.